# Blas de Cervera
Blas de Cervera  (c. 1594-1643) fue un pintor barroco español, natural de Palencia. 
Aunque se le ha supuesto formado en Valladolid y en el entorno de Bartolomé de Cárdenas, los primeros trabajos documentados, como dorador y policromador, corresponden al ámbito palentino, donde podría haberse formado con su padre. En 1613 contrató el dorado y policromado del retablo mayor de la iglesia de San Vicente de Revilla de Campos. Cuatro años después, diciéndose vecino de Palencia, pintó el retablo del Rosario en Castil de Vela y salió fiador de Juan de Villoldo para un trabajo de pintura en la iglesia de San Lorenzo de Palencia. Todavía en 1620 se hizo cargo del dorado del retablo de Boadilla del Camino (Palencia).
En 1627, ya en Valladolid, cobró cinco mil cien maravedíes por pintar fingiendo piedra el balcón de la primera sobrecapilla de la catedral. Como pintor de historias se le documenta en 1634 en Valladolid, cuando contrató con un tal Francisco Pérez la hechura de trece pinturas con asuntos de la historia sagrada y motivos devotos. Pero hacia 1637, de nuevo en Palencia, trabajó en el retablo de la capilla de San Sebastián de su catedral, con los martirios de san Antolín y de san Juan Bautista en las calles laterales, y san Sebastián y san Gregorio en la predela. Ceán Bermúdez, que le decía fraile, dio escueta noticia de él como autor de algunos cuadros de la vida de san Francisco de Asís pintados en torno a 1641 para el claustro del desaparecido convento de San Francisco de Valladolid, trabajo que habría compartido con Diego Valentín Díaz y Felipe Gil de Mena.
Se le atribuyen, entre otros, los lienzos del retablo mayor de la iglesia de Santo Domingo de Caleruega, y una Visión de san Lorenzo en prisión en el Museo Catedralicio de Zamora. En el Museo de la Catedral Metropolitana de Badajoz se conservan sendos lienzos con las historias veterotestamentarias de Judit decapitando a Holofernes, firmado, y Sansón y Dalila, pinturas que Juan Antonio Gaya Nuño califica de «realismo fuerte» e iluminación tenebrista.